# Canton de Besançon-Planoise
Pour les articles homonymes, voir Planoise (homonymie).
Le canton de Besançon-Planoise est une ancienne division administrative française, située dans le département du Doubs et la région Franche-Comté.

## Composition
Le canton de Besançon-Planoise comprenait, de 1973 à 2014, une partie de la commune de : 
| Nom                  | Code Insee | Intercommunalité            | Population (dernière pop. légale)                |
| -------------------- | ---------- | --------------------------- | ------------------------------------------------ |
| Besançon (chef-lieu) | 25056      | CU Grand Besançon Métropole | Fraction : 20 407(2012) Commune : 116 676 (2015) |

Il se compose plus précisément des quartiers des Tilleroyes, de Planoise et secteurs du « Grand Planoise » : Châteaufarine, les Hauts-du-Chazal, la Malcombe ainsi que Micropolis.
En 2014 un redécoupage visant à réduire le nombre de cantons des départements a conduit au rattachement de 7 communes à Planoise, l'ensemble devenant  Besançon 1.
En 2008, Barbara Romagnan (PS) devient la conseillère générale avec plus de 70 % des votes face à Martine Bultot (EXG) qui n'obtient qu'un peu moins de 30 % des voix,.

## Histoire

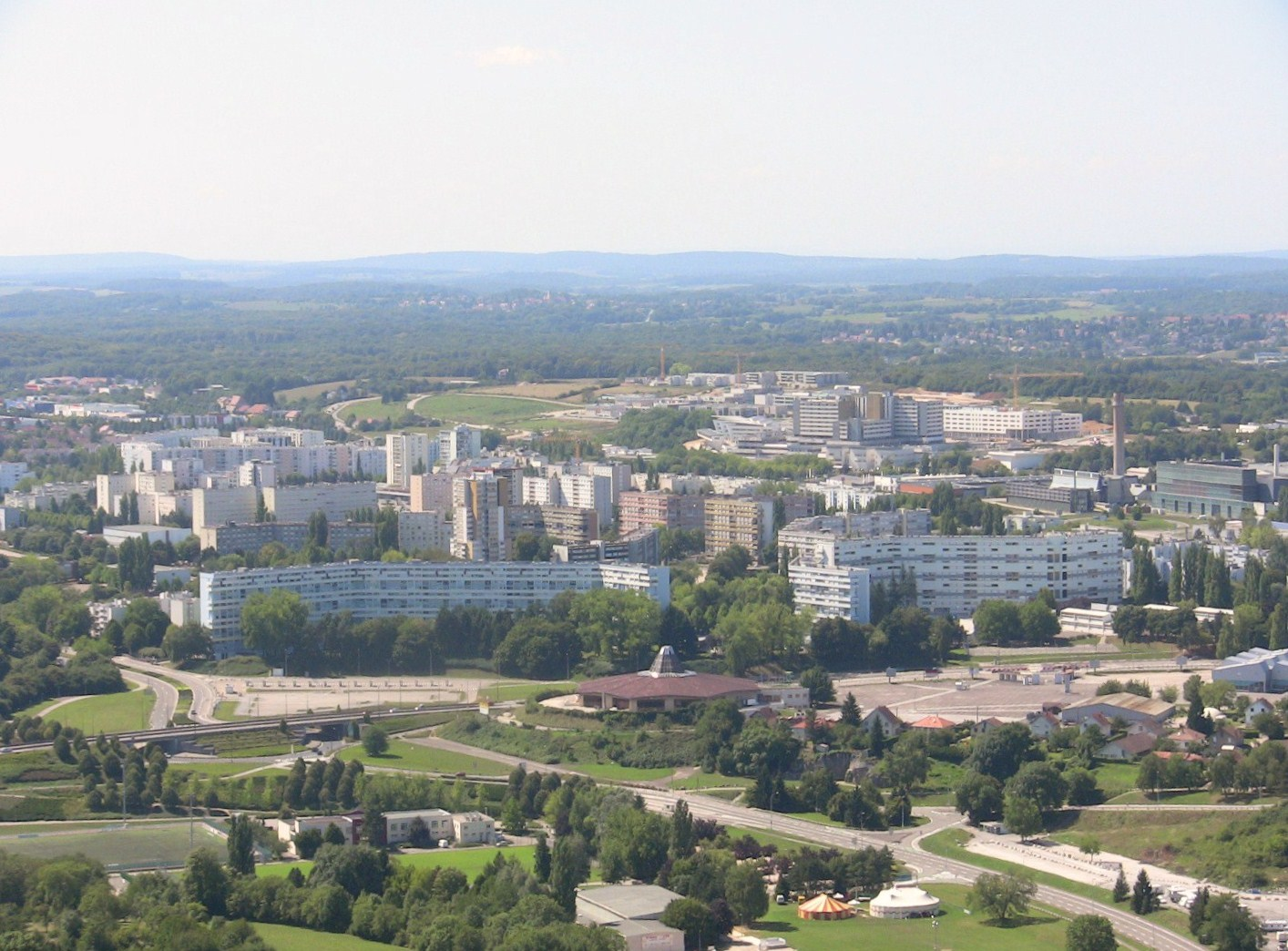
Le quartier de Planoise

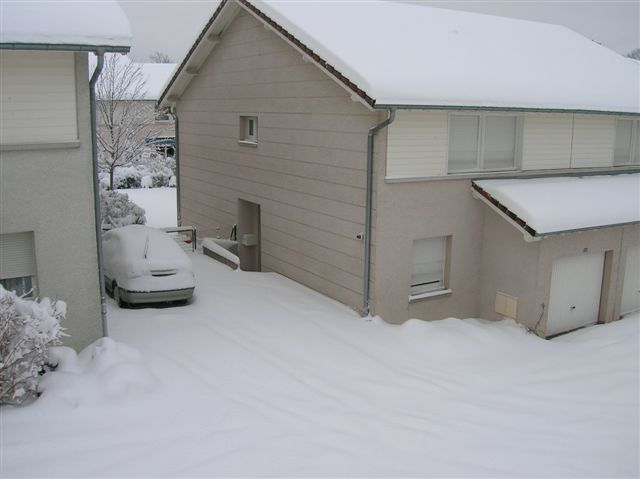
Les Tilleroyes, sous la neige

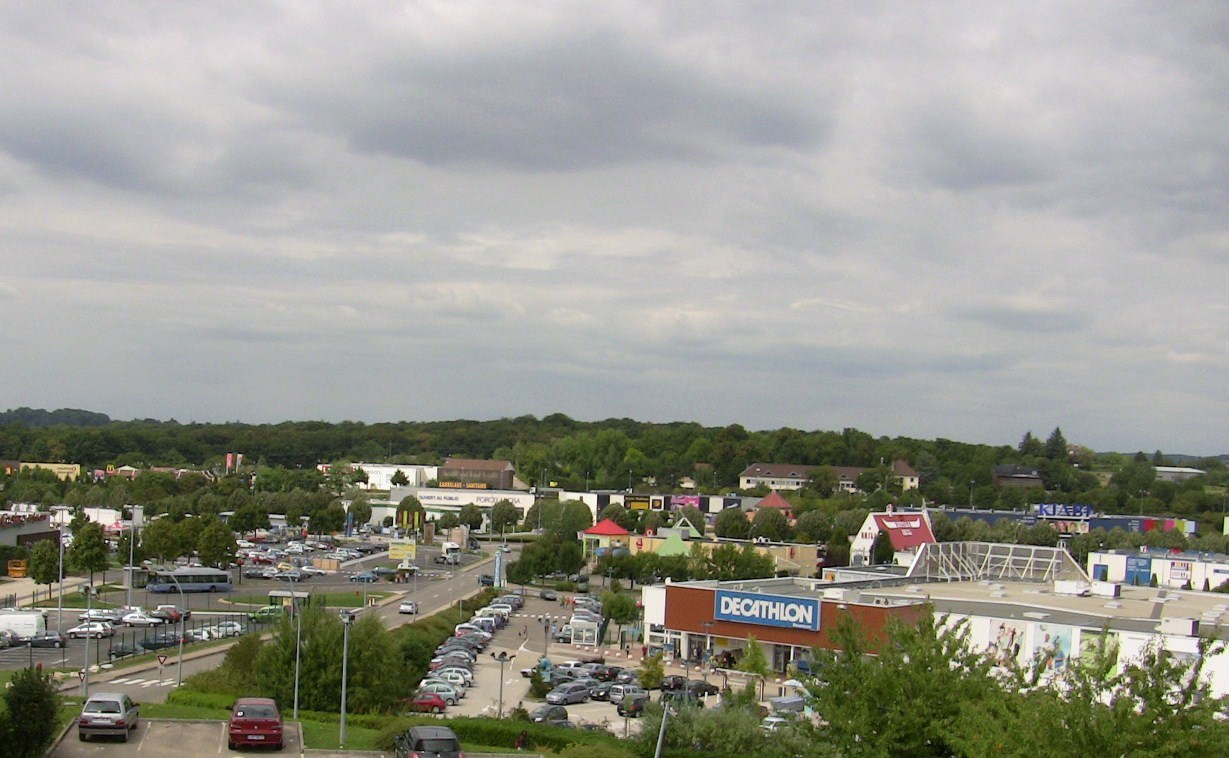
Châteaufarine

### Planoise
Planoise est une vaste zone urbaine de 2,5 km2 et concentre à lui seul plus de 20 000 habitants. Son centre historique, qui a commencé à être construit dans les années 1960 et ce jusqu'en 1974, commence autour du centre commercial Les Epoisses et continue le long de l'avenue Île-de-France jusqu'au groupe scolaire Charles Fourier. On peut y admirer quelques bâtiments typiques de l'architecture de cette époque, dont des barres de dix étages.
Moins typique, mais tout aussi intéressant, on visitera avec plaisir le nouveau Planoise, où l'on peut facilement accéder depuis les vieux quartiers, par la passerelle, qui mène directement à la place Cassin. De là, une promenade le long de la rue de l'Europe (rue piétonne) vous amène directement place de l'Europe.

### Tilleroyes
Les Tilleroyes est un quartier résidentiel et industriel périphérique situé au Nord-Ouest de la ville.

### Châteaufarine
Châteaufarine est un secteur presque entièrement destiné aux commerces, excepté une petite partie consacrée aux lotissements. En effet ce quartier concentre l'un des plus grands centres commerciaux de la région ainsi que plus de 80 magasins.

### Conseillers généraux
| Période               | Identité                                   | Parti | Qualité / Notes | Photographie |
| --------------------- | ------------------------------------------ | ----- | --- | ------------ |
| 1976-1982             | Robert Schwint                             | PS    | Directeur de collège retraité Sénateur du Doubs (1971-1988) Maire du Russey (1959-1977) Maire de Besançon (1977-2001) |              |
| 1982-1988             | Anne-Marie, dite Annie Courtot (1931-2019) | PS    | Infirmière à Besançon                                                                                                 |              |
| 1988-2001             | Jean-Louis Fousseret                       | PS    | Technicien/informaticien Député du Doubs (1re) (1997-2002) Maire de Besançon (2001-2020)                              |              |
| 2001-2008             | Danièle Tétu                               | PS    | Institutrice/directrice d'école Conseillère municipale de Besançon                                                    |              |
| 2008-2012 (démission) | Barbara Romagnan                           | PS    | Enseignante Démissionne du conseil général à la suite de son élection à l'Assemblée nationale                         |              |
| 2012-2015             | Lotfi Saïd                                 | PS    | Professeur de mathématiques                                                                                           |              |

## Démographie
| 2012   |
| ------ |
| 20 407 |